# Polycaste
Dans la mythologie grecque, Polycaste (en grec ancien Πολυκάστη / Polykástê) est la fille du roi Nestor, ancien combattant de Troie, et d'Anaxibie (Αναξιβια) par conséquent une princesse grecque, future reine de Pylos.

## Mythe
Elle n'est présente principalement que dans un seul récit, proposé par Homère dans l’Odyssée. Télémaque, fils du célèbre Ulysse et de sa femme Pénélope, attendait avec impatience le retour de son père. Les prétendants convoitaient son trône, difficilement protégé par la digne Pénélope. Télémaque décide de se renseigner sur l'endroit où se trouvait son père, et, sur les conseils de Mentor, la déesse Athéna déguisée, il se rend chez Nestor, puis chez Ménélas sur le navire de l'Olympienne. À la cour de Nestor, il rencontre Polycaste. 
Attention: tout ce qui suit n'est pas présent dans l'Odyssée. Polycaste n'est mentionnée qu'au vers 464-469 du chant III. Ce qui suit ne peut donc avoir l'Odyssée comme source. C'est soit le fruit de mythes supplémentaires dans d'autres écrits, soit le fruit d'une imagination contemporaine.
Il en tombe éperdument amoureux. Et la flèche d'Éros semble aussi avoir transpercé le cœur de Polycaste. Mais, sur les conseils de Ménélas, Télémaque s'en va consulter Protée, un oracle vivant dans la mer et ayant échappé à la colère de Poséidon qui le renseigne, après maintes résistances, sur ce que le jeune garçon voulait savoir. Mais, sur le chemin du retour, alors qu’il sortait d’une forêt, des hommes, au service d’Antinoos, le plus féroce prétendant au trône d’Ithaque, l’agressent et essaient de le tuer. Le jeune homme réussit, grâce à la  couverture d’Hélène, à résister à la tentative d’assassinat et débarque, mourant, au palais du roi Nestor où il souhaite être accueilli par la princesse Polycaste. Celle-ci le fait se remettre de ses blessures avec de grandes attentions et, grâce à elle, il survit. Mais il se rend compte avec joie que Polycaste l’a déshabillé pendant son sommeil pour cicatriser ses plaies et l'habiller avec des beaux vêtements. Alors commence le grand amour. Mais, une bergère, Athéna déguisée, lui fait se remettre en tête la malédiction proférée par Cassandre, et guidée par Poséidon :
« Ta malédiction, toi Ulysse, sera pire que

Toutes les précédentes, et tu ne pourras jamais la fléchir ;

Tu es condamné à errer à jamais, pour le reste de ta vie, 

Sur les flots et à être rejeté d’île en île, de terre en terre

Sans jamais atteindre ton île Ithaque !

Et ta chère épouse Pénélope appartiendra à un autre,

Un de ceux que l’on nomment prétendants ;

Même ton fils bien-aimé sera touché car

Une telle vengeance ne peut s’appliquer qu’à toute une lignée :

Il sera condamné à avoir la gorge tranchée le jour

Où il découvrira l’amour véritable. »
Il se sent alors obligé de quitter Polycaste pour la protéger de la malédiction et, sur une querelle involontaire, ils se séparent, lui allant combattre les Cyclopes qui menacent Phorkys, la plus belle cité protégée par Zeus.

## Sources
- Homère, Odyssée [détail des éditions] [lire en ligne].